# MCMXC a.D.
MCMXC A.D. ist das Debütalbum des deutschen New-Age-Musikprojektes Enigma. Es erschien im Jahr 1990 in Europa sowie im Folgejahr in den Vereinigten Staaten. Das von Michael Cretu produzierte Album avancierte zum Nummer-eins-Album in 41 Ländern.

## Hintergrund
Es handelt sich bei MCMXC a.D. um ein Konzeptalbum, das gregorianischen Gesang mit Popmusik vermischt. Der Albumtitel bedeutet 1990 in römischen Ziffern, gefolgt von der Abkürzung Anno Domini (Jahr des Herrn). Als Singles wurden Sadeness (Part I), Principles of Lust, Mea Culpa (Part II) und The Rivers of Belief ausgekoppelt.

## Titelliste
1. The Voice of Enigma (Curly M.C.) – 2:21
2. Principles of Lust – 11:43
A. Sadeness (Curly, F. Gregorian, David Fairstein)
B. Find Love (Curly)
C. Sadeness (reprise) (Curly, Gregorian, Fairstein)
3. Callas Went Away (Curly) – 4:27
4. Mea Culpa (Curly, Fairstein) – 5:03
5. The Voice & The Snake (Curly, Gregorian) – 1:39
6. Knocking on Forbidden Doors (Curly) – 4:31
7. Back to the Rivers of Belief – 10:32
A. Way to Eternity (Curly)
B. Hallelujah (Curly)
C. The Rivers of Belief (Curly, Fairstein)

Zusätzliche Titel der Limited Edition von 1991:
1. Sadeness (Meditation) (Curly M.C., Gregorian, Fairstein) – 2:43
2. Mea Culpa (Fading Shades) (Curly M.C., Fairstein) – 6:04
3. Principles of Lust (Everlasting Lust) (Curly M.C.) – 4:50
4. The Rivers of Belief (The Returning Silence) (Curly M.C., Fairstein) – 7:04

## Rezensionen
Ned Raggett von Allmusic schrieb, das Album sei etwas, was es „gar nicht geben sollte“, eine Vermischung von „Euro Disco und New-Age-Sphären“ mit Stil. Cretu habe ein „offenes Ohr“ gehabt für alles, was funktioniert, weswegen sich Sadeness zu einem weltweiten Hit entwickelt habe. Das Album lade alle Hörer ein, sich zurückzulehnen, zu entspannen und eine angenehme Reise zu unternehmen. Er vergab vier von fünf Sternen. Entertainment Weekly vergab die Note A- (entspricht 1- in deutschen Schulnoten). Marisa Fox schrieb: „The album may not have the most accessible club hits on it, but this journey through what the group calls music, spirit, and meditation is entrancing as well as provocative.“ („Das Album bietet möglicherweise nicht die zugänglichsten Clubhits, aber diese Reise durch das, was die Gruppe Musik, Geist und Meditation nennt, ist einladend und provokativ gleichermaßen.“)

## Kommerzieller Erfolg

### Chartplatzierungen
| ChartsChartplatzierungen       | Höchstplatzierung | Wochen |
| ------------------------------ | ----------------- | ------ |
| Deutschland (GfK)              | 3 (46 Wo.)        | 46     |
| Österreich (Ö3)                | 3 (13 Wo.)        | 13     |
| Schweiz (IFPI)                 | 2 (20 Wo.)        | 20     |
| Vereinigte Staaten (Billboard) | 6 (282 Wo.)       | 282    |
| Vereinigtes Königreich (OCC)   | 1 (107 Wo.)       | 107    |

| ChartsJahrescharts (1991)      | Platzierung |
| ------------------------------ | ----------- |
| Deutschland (GfK)              | 24          |
| Österreich (Ö3)                | 29          |
| Schweiz (IFPI)                 | 14          |
| Vereinigte Staaten (Billboard) | 41          |
| Vereinigtes Königreich (OCC)   | 34          |

| ChartsJahrescharts (1994)      | Platzierung |
| ------------------------------ | ----------- |
| Vereinigte Staaten (Billboard) | 93          |

### Auszeichnungen für Musikverkäufe
Das Album erhielt weltweit acht Goldene sowie 56 Platin-Schallplatten für über 9,2 Millionen verkaufte Einheiten. Quellenangaben zufolge soll es sich über 14 Millionen Mal verkauft haben. In Deutschland avancierte MCMXC a.D. zum Millionenseller und ist damit eines der meistverkauften Musikalben des Landes der 1990er-Jahre.
| Land/Region                  | Auszeichnungen für Musikverkäufe (Land/Region, Auszeichnung, Verkäufe) | Verkäufe    |
| ---------------------------- | ---------------------------------------------------------------------- | ----------- |
| Argentinien (CAPIF)          | Gold                                                                   | 30.000      |
| Australien (ARIA)            | 2× Platin                                                              | 140.000     |
| Belgien (BRMA)               | 2× Platin                                                              | 100.000     |
| Brasilien (PMB)              | Gold                                                                   | 100.000     |
| Chile (IFPI)                 | 2× Platin                                                              | 50.000      |
| Dänemark (IFPI)              | Gold                                                                   | 25.000      |
| Deutschland (BVMI)           | 2× Platin                                                              | 1.000.000   |
| Europa (IFPI)                | Platin                                                                 | (1.000.000) |
| Frankreich (SNEP)            | 2× Gold                                                                | 200.000     |
| Griechenland (IFPI)          | Platin                                                                 | 60.000      |
| Hongkong (IFPI/HKRIA)        | Platin                                                                 | 20.000      |
| Indonesien (ASIRI)           | Platin                                                                 | 50.000      |
| Irland (IRMA)                | 4× Platin                                                              | 60.000      |
| Israel (IFPI)                | Gold                                                                   | 20.000      |
| Italien (FIMI)               | Platin                                                                 | 100.000     |
| Kanada (MC)                  | 2× Platin                                                              | 200.000     |
| Malaysia (RIM)               | 4× Platin                                                              | 200.000     |
| Mexiko (AMPROFON)            | 4× Platin                                                              | 1.000.000   |
| Neuseeland (RMNZ)            | 4× Platin                                                              | 60.000      |
| Niederlande (NVPI)           | Platin                                                                 | 100.000     |
| Norwegen (IFPI)              | Platin                                                                 | 50.000      |
| Österreich (IFPI)            | Gold                                                                   | 25.000      |
| Portugal (AFP)               | Platin                                                                 | 40.000      |
| Schweden (IFPI)              | Gold                                                                   | 50.000      |
| Schweiz (IFPI)               | 2× Platin                                                              | 100.000     |
| Singapur (RIAS)              | 3× Platin                                                              | 45.000      |
| Spanien (Promusicae)         | 2× Platin                                                              | 200.000     |
| Südafrika (RISA)             | Platin                                                                 | 50.000      |
| Südkorea (KMCA)              | 4× Platin                                                              | 120.000     |
| Taiwan (RIT)                 | 3× Platin                                                              | 150.000     |
| Vereinigte Staaten (RIAA)    | 4× Platin                                                              | 4.000.000   |
| Vereinigtes Königreich (BPI) | 3× Platin                                                              | 900.000     |
| Insgesamt                    | 8× Gold · 56× Platin ·                                                 | 9.243.000   |

Hauptartikel: Enigma (Musikprojekt)/Auszeichnungen für Musikverkäufe